# Mala herba cito crescit
Mala herba cito crescit — відомий латинський віслів. Читається — «Маля герба ціто кресціт». Значення вислову «погана трава (бур'ян) швидко росте».

## Значення і походження
В широкому сенсі вислів означає те, що людина, якщо за нею не «доглядати», не передавати набутий досвід від батька дитині, від соціуму до окремого індивідууму; схильна до перетворення на «бур'ян». Тобто, щоб виховати високоморальну, висококультурну особистість, людину з великої літери, необхідно прикладати для цього зусилля у той час, коли без зусиль з високою імовірністю може вирости особистість, яку за її моральними якостями швидше можна віднести до «тварини».
У російському варіанті існують подібні вислови «Худое споро не сживешь скоро», «Злое зелье не уйдет в землю», «Дураков не орут, ни сеют, а сами родятся.».
В інших країнах існують свої варіанти вислову нім. «Unkraut vergeht nicht (wächst schnell)» фр. Mauvaise herbe croit toujors